# Samuel Troili
Samuel Troili, född 1693 i Stora Kopparbergs församling, död där 7 maj 1758, var en svensk ämbetsman.

## Biografi
Samuel Troili var verksam inom svensk bergshantering. Han var bergmästare i Stora Kopparbergs bergslag från 1730 fram till sin död 1758. Han hade också uppdrag i Bergskollegium, först som assessor, senare som bergsråd. 
Troili var son till kassören vid Falu Bankokontor och kyrkoföreståndaren Samuel Zachrisson  (1661-1720) och dennes hustru Brita Christina Koch. Troili gifte sig 1725 med Agneta Kolthof (1706-1755) och tillsammans fick de flera barn. Dottern Brita Christina Troili gifte sig med Per Hedenbladh som skulle komma att ersätta Samuel Troili som bergmästare i Falun.